# Michel Chamillart
Michel Chamillart (Parigi, 2 gennaio 1652 – Parigi, 14 aprile 1721) è stato un politico e nobile francese.

## Biografia

### I primi anni
Membro della famiglia Chamillart, originaria di Sens, fu figlio di Guy Chamillart, procuratore, e di sua moglie Catherine Compaing.
Pierre Bureau fu il suo precettore ecclesiastico in gioventù, e nel 1676 entrò nell'amministrazione del parlamento di Parigi come consigliere. Incontrò per la prima volta Luigi XIV ad una partita di biliardo nel 1684, dato che la sua reputazione di giocatore eccezionale lo aveva fatto conoscere a Louis-Joseph de Vendôme ed a Louis de Lorraine, che lo presero in simpatia e lo fecero ammettere a una partita col sovrano, anch'egli grande amante di questo gioco.
La sua carriera prese da allora una svolta sempre più favorevole: il re lo nominò maître des requêtes nel 1686, poi intendente a Rouen nel 1689, ed infine lo fece ritornare a Parigi nel 1690 nel ruolo di Intendente delle Finanze.

### La carriera
Nella capitale, Chamilart si fece conoscere nel mondo finanziario, ma soprattutto riuscì a conquistare l'amicizia di Madame de Maintenon che gli affidò parte dell'amministrazione della scuola per ragazze da lei fondata a Saint-Cyr. Fu noto anche per la sua affabilità e la sua disponibilità nel servizio, caratteristiche che gli valsero l'amicizia di personaggi come il duca di Chevreuse e quello di Beauvilliers.
Una volta entrato nella pubblica amministrazione, passò ad avere la carica di Controllore Generale delle Finanze in seguito alle dimissioni di Louis de Pontchartrain nel 1699 e poi, parallelamente, ebbe la nomina a Segretario di Stato per la Guerra dal 1701, nonostante la sua totale inesperienza in materia militare. Divenne così, inaspettatamente, "Colbert e Louvois insieme" come ebbero a definirlo i contemporanei, ossia riuscì a riunire su di sé le più importanti cariche di governo. Divenne in quel modo il principale collaboratore del Re, che in precedenza aveva avuto il problema di  dissapori tra i suoi due principali ministri.
Fu uno dei pochi ministri del suo tempo ad aver percorso la carriera unicamente per le proprie capacità e per la  benevolenza del re, senza aver avuto spinte clientelari o di reti di amicizie o di parentele influenti. Fu definito un uomo solitario, poco avvezzo alla mondanità dei cortigiani, addirittura timido e talvolta insicuro di sé come riportò Thierry Sarmant. Fu uno dei pochi confidenti e sinceri amici di Luigi XIV durante gli anni più   importanti del suo regno. Spesso si intratteneva privatamente col sovrano, che amava la sua discrezione,  l'assoluta sincerità  e il fatto che spesso a gli riferisse  ciò che era venuto a sapere a corte durante la giornata.
In campo finanziario fece il possibile per salvare le finanze del regno, migliorò il gettito delle entrate derivate dalle tasse ed emise prestiti di stato. In campo militare, si impegnò a ricostituire  l'esercito francese dopo le sconfitte subite nella battaglia di Hochstedt (1704) ed in quella di Ramillies (1706).
Nel 1702 sua figlia sposò il duca di Lorges, cognato di Saint-Simon, del quale divenne amico, rimanendogli vicino anche dopo la  caduta in disgrazia, fino alla morte.
Nel 1706 succedette a Gilbert Colbert de Saint-Pouange come Gran Tesoriere dell'Ordine dello Spirito Santo, incarico da cui si dimise nel novembre 1713, avendo come successore Nicolas Desmarest, marchese de Maillebois.
Nel 1708, il matrimonio di suo figlio offese la marchesa de Maintenon, che da quel momento gli divenne ostile a corte.

### Gli ultimi anni
La sua fortuna politica cominciò a diminuire a corte  dopo la sua ascesa come ministro della guerra nel 1701, mentre era ancora controllore generale delle finanze del regno. Di fatto i due incarichi, per quanto prestigiosi, risultavano troppo gravosi per una persona sola, e pesarono su Chamillart anche a livello di salute.
Voltaire scrisse di lui che non era "né un politico, né un militare, né un uomo di finanza".
Pur godendo sempre del favore del re, comprese che la sua posizione veniva messa sempre più in discussione dai generali dell'esercito, che cominciavano ad attribuirgli scarsa efficacia. Stanco e consapevole della percezione negativa che lo stava circondando, propose al re le sue dimissioni da controllore delle finanze, che furono accettate da Luigi XIV il 21 febbraio 1708.
La sua salute continuò a peggiorare,  e il suo lavoro continuò ad essere sempre più criticato. Le notizie dal fronte della guerra di successione spagnola, inoltre, seguitarono ad essere pessime e per questo il 9 giugno 1709, il re cedette alle pressioni della corte, e  destituì Chamillart dal Ministero della Guerra, pur concedendogli una pensione di 60.000 livres annue.
I suoi detrattori fecero allora circolare un pamphlet contro di lui in forma di epitaffio:
|  | Ci-gît le fameux Chamillart  |  | Qui giace il famoso Chamillart |
|  | De son roi le protonotaire,  |  | Del suo re il protonotario,    |
|  | Qui fut un héros au billard, |  | Che fu un eroe al biliardo,    |
|  | Un zéro dans le ministère.   |  | Uno zero nel ministero.        |

## Matrimonio e figli
Michel Chamillart sposò il 28 novembre 1680 Élisabeth-Thérèse Le Rebours (1657-26 luglio 1731), sua cugina di primo grado, figlia di Jean Le Rebours, signore di Prunelay, metre de comptes, e di Isabelle Anne Compaing. La coppia ebbe quattro figli:
- Catherine Angélique (1 marzo 1683 - 19 marzo 1739), sposò il 14 giugno 1698 il marchese Thomas de Dreux-Brézé, Gran Maestro delle Cerimonie di Francia (1677-1749),
- Marie-Thérèse (22 settembre 1684 - 3 settembre 1716), sposò il 24 novembre 1701, Louis d'Aubusson, duca de La Feuillade, duca del Roannais, maresciallo di Francia, governatore del Delfinato, già vedovo di Charlotte Thérèse Phélypeaux
- Geneviève-Thérèse (24 ottobre 1685 - 31 maggio 1714), sposò il 14 dicembre 1702, Guy-Nicolas de Durfort, duca di Lorges
- Michel II Chamillart (7 aprile 1689 - 23 luglio 1716), marchese di Cany-Caniel, Gran Maresciallo della Casa del Re, sposò il 12 gennaio 1708 Marie-Françoise de Rochechouart Mortemart, figlia di Louis de Rochechouart, duca di Mortemart e Marie-Anne Colbert.

## Araldica
| Stemma | Descrizione                 | Blasonatura |
|        | Michel Chamillart Cavaliere | D'azzurro, al cane passante d'argento; capo d'oro caricato di tre stelle di nero. Ornamenti esteriori da nobile. Cavaliere dell'Ordine dello Spirito Santo. |